# 絲球星衫魚
絲球星衫魚（学名：[Astronesthes splendidus] 错误：{{Lang}}：文本有斜体标记（帮助））为輻鰭魚綱巨口鱼目巨口鱼科的其中一種。分布于印度太平洋區，包括日本、臺灣、印尼、澳洲及夏威夷群島等海域，為深海魚類，棲息深度1-800公尺，本魚體為均勻的黑色，鰓蓋處無發光區塊，下顎的觸鬚球莖具有觸狀突起，體長可達12公分，屬肉食性，以魚類及甲殼類等為食。

## 扩展阅读
維基物種上的相關：絲球星衫魚